# Hiddenhausen
Hiddenhausen – miejscowość i gmina w zachodnich Niemczech, w kraju związkowym Nadrenia Północna-Westfalia, w rejencji Detmold, w powiecie Herford. Leży na powierzchni 23,86 km² i liczy 19 846 mieszkańców (2010). Gmina powstała w 1969 roku poprzez połączenie kilku sąsiadujących ze sobą gmin.

## Historia
Pomimo stosunkowo młodego wieku gminy, niektóre jego części mają długą historię. Archeologiczne znaleziska świadczą, że rejony Hiddenhausen były zasiedlone w czasach prehistorycznych, a największym odkryciem jest 68 grobów z pierwszych wieków po narodzeniu Chrystusa odnalezionych w 1931 roku. Po 1969 wybudowano nowy rynek, a w 1974 oddano do użytku ratusz, w którym urzęduje obecny burmistrz. W 1976 oddany został zespół szkół, a rok później hala sportowa. Wybudowano również dom młodzieżowy oraz dom kultury dla mieszkańców. Hiddenhausen znane jest z wytwarzanego w nim piwa "Herforder Pils", przemysłu lakierniczego, meblarskiego i tworzyw sztucznych. Z zabytkowych budynków zbudowanych z muru pruskiego zostały utworzone dwa muzea: szkoły (Museumsschule Hiddenhausen) oraz stolarstwa (Holzhandwerksmuseum).

## Współpraca
Miejscowości partnerskie:
- Czechowice-Dziedzice, Polska - 13 marca 1991 roku podpisano umowę o współpracy. Współpraca opiera się głównie na wymianie grup dziecięco-młodzieżowych (wypoczynek letni, grupy sportowe, praktyki szkolne) oraz wymianie kulturalnej (wystawy i wizyty artystów w obu miastach).
- Kungälv, Szwecja
- Loitz, Meklemburgia-Pomorze Przednie